# Coromus cafer
Coromus cafer är en mångfotingart som beskrevs av Paul Gervais 1847. Coromus cafer ingår i släktet Coromus och familjen Oxydesmidae. Inga underarter finns listade i Catalogue of Life.